# 普爾馬尼鄉

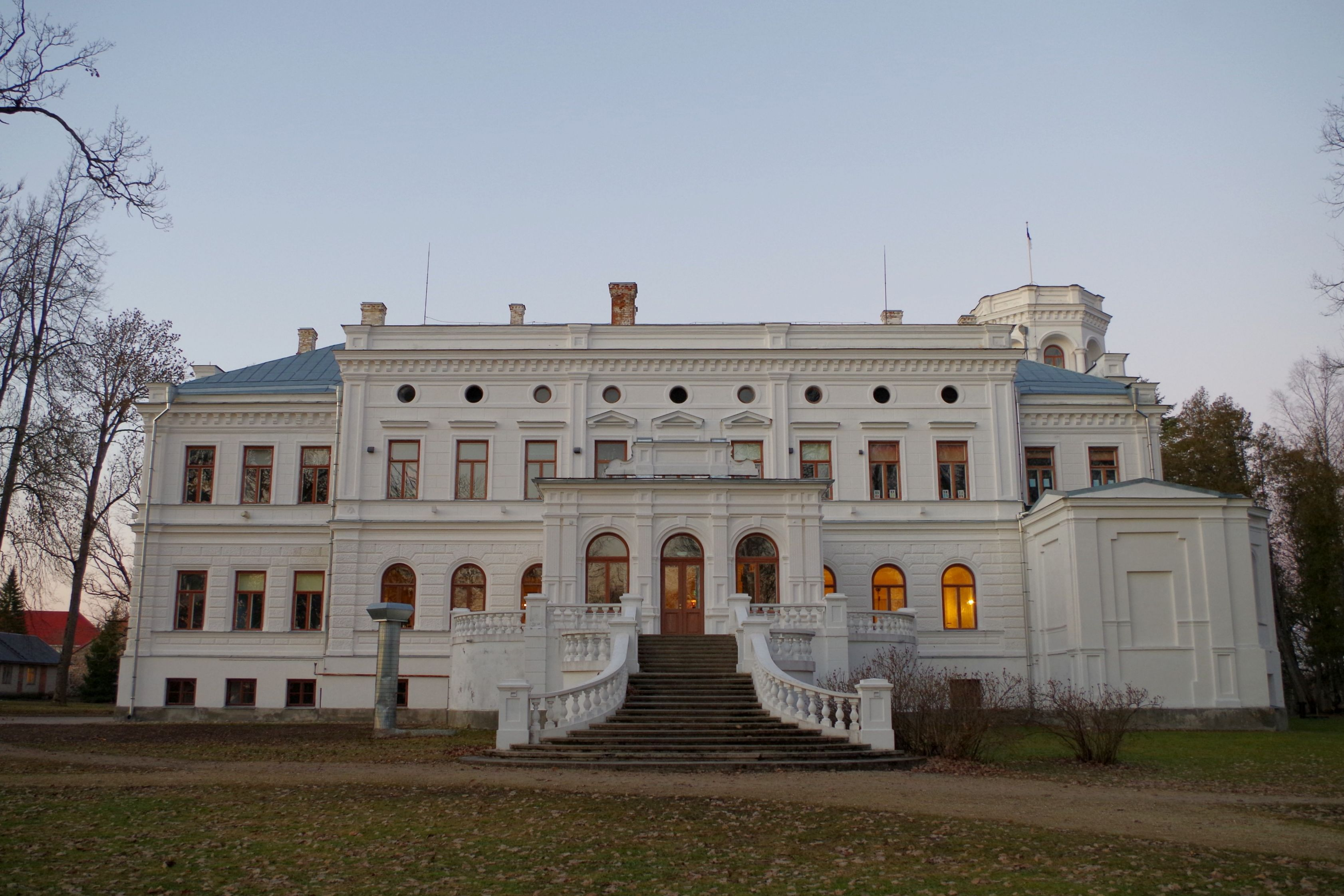
普爾馬尼庄园

普爾馬尼鄉，曾是愛沙尼亞約格瓦縣的一個鄉村型市镇，位於該國東部，行政中心設於普爾馬尼，面積293平方公里，2004年人口1,895，人口密度每平方公里7人。
2017年爱沙尼亚行政改革后，普爾馬尼市镇大部分区域与其他市镇合并为新的珀爾察馬市鎮，而四个村庄则与其他市镇合并为新的约格瓦市镇。
58°34′41″N 26°16′31″E / 58.57806°N 26.27528°E